# Mat Whitecross
Mat Whitecross (ur. 21 września 1977 w Oksfordzie) – brytyjski reżyser-dokumentalista, twórca teledysków i montażysta filmowy. Stały współpracownik reżysera Michaela Winterbottoma, z którym zrobił zaangażowane politycznie filmy dokumentalne Droga do Guantánamo (2006) i Doktryna szoku (2009). Za pierwszy z nich otrzymali wspólnie Srebrnego Niedźwiedzia dla najlepszego reżysera na 56. MFF w Berlinie oraz nominację do Europejskiej Nagrody Filmowej dla najlepszego reżysera.
Whitecross jest też reżyserem seriali telewizyjnych (Fleming, 2014) oraz teledysków (m.in. do piosenek zespołów Coldplay i Take That).